# دیوید وود (بازیگر)
دیوید وود (انگلیسی: David Wood (actor)؛ زادهٔ ۲۱ فوریهٔ ۱۹۴۴) یک هنرپیشه، و نویسنده اهل بریتانیا است.